# Ranneberget
Ranneberget este o arie protejată (arie specială de conservare — SAC, sit de importanță comunitară — SCI) din Suedia întinsă pe o suprafață de 84,4 ha, integral pe uscat.

## Localizare
Centrul sitului Ranneberget este situat la coordonatele 58°46′54″N 12°23′06″E / 58.7818°N 12.3849°E.

## Înființare
Situl Ranneberget a fost declarat sit de importanță comunitară în decembrie 1995 pentru a proteja un număr necunoscut de specii din flora spontană și fauna sălbatică aflate în arealul zonei. Situl a fost protejat și ca arie specială de conservare în martie 2011.

## Biodiversitate
Situată în ecoregiunea boreală, aria protejată conține 3 habitate naturale: Păduri pe pante, grohotișuri și ravene de Tilio-Acerion, Păduri fino-scandinave bogate în ierburi cu Picea abies, Taiga vestică.
La baza desemnării sitului se află un număr nedeclarat de specii protejate.